# Vincenzo Di Mauro
Vincenzo Di Mauro (ur. 1 grudnia 1951 w Monzy) – włoski duchowny katolicki, arcybiskup Vigevano w latach 2011-2012.

## Życiorys
Święcenia kapłańskie otrzymał 12 czerwca 1976 z rąk kardynała Giovanniego Colombo. Inkardynowany do archidiecezji mediolańskiej, pełnił w niej funkcje m.in. asystenta diecezjalnego Akcji Katolickiej oraz rektora sanktuarium św. Antoniego Opata. W latach 1994–1998 pracował w Papieskiej Radzie ds. Świeckich, zaś w latach 2004-2007 był urzędnikiem Administracji Dóbr Stolicy Apostolskiej.
3 września 2007 papież Benedykt XVI mianował go sekretarzem Prefektury Ekonomicznych Spraw Stolicy Apostolskiej oraz arcybiskupem tytularnym Arpi. Sakry biskupiej udzielił mu 29 września 2007 sam papież.
22 listopada 2010 został koadiutorem Vigevano. Rządy w diecezji objął 12 marca 2011.
21 lipca 2012 papież przyjął jego rezygnację z urzędu.